# Hoho-Naro
Hoho-Naro ist eine osttimoresische Aldeia im Suco Liurai (Verwaltungsamt Maubisse, Gemeinde Ainaro). 2015 lebten in der Aldeia 102 Menschen.

## Geographie
Die Aldeia Hoho-Naro liegt im Nordosten des Sucos Liurai. Südwestlich befinden sich die Aldeias Mau-Mude und Bere-Tai und südlich die Aldeia Erbean. Im Osten grenzt Hoho-Naro an den Suco Maubisse und im Norden an das Verwaltungsamt Aileu (Gemeinde Aileu) mit dem Suco Fatubossa.
Der Großteil der Besiedlung befindet sich im Westen der Aldeia, neben einzeln stehenden Häusern auch der Weiler Hoho-Naro, bei dem es einen kleinen Friedhof gibt.